# 硫酸氫鉻
硫酸氫鉻（英語：Chromium(III) bisulfate），又稱三硫酸氫鉻，是一種無機化合物，是一種鉻鹽或硫酸鹽，由三價鉻組成，化學式為Cr(HSO4)3，是一種酸式鹽

## 結構
硫酸氫鉻由三個硫酸氫根離子和一個三價鉻離子構成。

## CAS登錄爭議
硫酸氫鉻(Cr(HSO4)3)的CAS登記號碼為39380-78-4，這種物質經常被誤認為鹼式硫酸鉻，例如，多數網站對CAS號為39380-78-4的名稱多為鹼式硫酸鉻，但描述的結構卻是由硫酸氫跟所組成，事實上，它是一個酸式鹽。